# Andrés Martínez Oria
Andrés Martínez Oria (Salamanca, 1950) es un escritor, poeta, catedrático y cronista español.

## Biografía
Nacido en Salamanca en 1950 aunque residente en Astorga desde su infancia, Oria estudió Filología románica en la Universidad de Oviedo. Obtuvo una plaza de Catedrático de Enseñanza Secundaria en Lengua y Literatura española que ocupó hasta su jubilación en el instituto de la capital maragata, tarea que compagina con su cargo de cronista del Ayuntamiento de Valderrey. Enamorado del trabajo del también escritor astorgano Leopoldo Panero, ha dedicado los últimos años a investigar su obra y escribir diversos trabajos sobre su figura y la historia de su familia, así como de la comarca de la Maragatería. En 2000 obtuvo el Premio Internacional de Cuentos Miguel de Unamuno por El bar de la curva y en 2010 fue finalista del Premio de la Crítica de Castilla y León por Jardín perdido.

## Obra

### Libros
- Martínez Oria, Andrés (2007). Más allá del olvido. Centro de Estudios Astorganos.
- Martínez Oria, Andrés (2008). El raro extravío del viajante Eterio en el Pinar de Xaudella. Akrón.
- Martínez Oria, Andrés (2008). Silencio púrpura. Akrón.
- Martínez Oria, Andrés (2009). Jardín perdido. La aventura vital de los Panero. Akrón.
- Martínez Oria, Andrés (2011). Flores de Malva. Centro de Estudios Astorganos.
- Martínez Oria, Andrés (2014). Invitación a la melancolía. Csed & Akrón.

### Artículos
- Martínez Oria, Andrés (2003). «Lo que va de ayer a hoy. Viaje a la cabrera». Argutorio (11): 42-46.
- Martínez Oria, Andrés (2004). «Liturgia otoñal de la Sequeda». Argutorio (13): 39-41.
- Martínez Oria, Andrés (2005). «Elogio del jazmín y del tomillo por los viejos caminos maragatos». Argutorio (15): 40-42.
- Martínez Oria, Andrés (2006). «Un verso azul sobre un caballo de ópalo. Reflexiones sobre la poesía de J. A. Carro Celada». Argutorio (16): 29-32.
- Martínez Oria, Andrés (2007). «La muralla de Astorga». Argutorio (18): 48-52.
- Martínez Oria, Andrés (2007). «Cien años no es nada, en el centenario de Luis Alonso Luengo». Argutorio (19): 4-7.
- Martínez Oria, Andrés (2012). «La verdad soñada de Leopoldo Panero». Argutorio (29): 70-75.
- Martínez Oria, Andrés (2013). «Novela, río total». Argutorio (30): 43-47.
- Martínez Oria, Andrés (2014). «Invitación a la melancolía». Argutorio (31): 59-63.
- Martínez Oria, Andrés (2015). «En el segundo centenario de Gil y Carrasco». Astórica (34): 193-201.
- Martínez Oria, Andrés (2015). «Gil y Carrasco hoy». Argutorio (34): 90-94.
- Martínez Oria, Andrés (2018). «Pervivir en la obra. Ricardo Gullón y Enrique Gil y Carrasco». Argutorio (39): 54-62.